# Фрідріхсталь (Тюрингія)
Фрідріхсталь (нім. Friedrichsthal) — громада в Німеччині, розташована в землі Тюрингія. Входить до складу району Нордгаузен.
Площа — 12,42 км2. Населення становить Невірний параметр metadata 16 062 007 ос. (станом на 31 грудня 2021).